# Sigrid Undset
Sigrid Undset, född 20 maj 1882 i Kalundborg i Danmark, död 10 juni 1949 på Lillehammer i Norge, var en norsk författare. 
Undset skrev romaner, noveller och essäer. Efter att inledningsvis ha koncentrerat sig på starka kvinnor ur samtiden och deras kamp för likaberättigande, vände hon sig därefter mot medeltidens värld. Den viktigaste av hennes många starka kvinnoskildringar är den tredelade romanen Kristin Lavransdotter (1920–1922), med handlingen placerad just i medeltiden. Den historiska inspirationen kom från hennes far som var arkeolog.
Sigrid Undset mottog Nobelpriset i litteratur 1928.  Hon var nazistmotståndare och bodde under andra världskriget i USA.

## Biografi

### Tidiga år och karriär
Sigrid Undset föddes i Danmark, som dotter till den norske arkeologen Ingvald Undset och dennes danska hustru Charlotte Gyth. Familjen flyttade dock till Norge när Sigrid var två år. Sigrid och hennes två systrar växte därefter upp i Kristiania (dagens Oslo).
Hon hade ett nära förhållande till sin far, och när hon var liten hade fadern introducerat henne till sin arkeologivärld. Hon insöp allt han berättade om och kunde återge både handling, namn och platser. Familjen flyttade ofta. Fadern dog när Sigrid var elva år, något hon senare skrev om i boken Elleve år.
Efter skolgång och handelsskola arbetade Sigrid Undset i en tioårsperiod – från 17 till 27 års ålder – på kontor. Hon började skriva nattetid och höll sig vaken med kaffe och cigaretter. Därefter debuterade hon som författare.

### Unga år, samtidsskildringar
Undset debuterade med samtidsromanen Fru Marta Oulie (1907), efter att dessförinnan ha försökt bli utgiven med en historisk roman i Danmark – Aage Nielssøn til Ulvholm, som senare skulle bli omarbetad till de två böckerna om Olav Audunssøn. Redaktören Peter Nansen på stora Gyldendal var inte imponerad av bokmanuskriptet, menade att den 24-åriga Undset inte kunde skriva historiska böcker men möjligen klarade av något mer modernt. I ren ilska lär Undset ha begett sig raka vägen hem och författat Fru Marta Oulie.
Sigrid Undset skrev 33 böcker och ett hundratal artiklar. Hon anträdde sin författarbana 1907, med dagboksromanen Fru Marta Oulie. Boken handlar om ett problemfyllt äktenskap, med de famösa inledningsmeningen: "Jeg har været min mand utro." (svenska: "Jag har varit otrogen."). Detta ledde dock inte till skandal, delvis på grund av att boken klassades som "kvinnolitteratur". Året därpå kom novellsamlingen Den lykkelige alder, vilken skildrar olyckligt lottade och hemlösa i ett dåtida Oslo som präglats av industrialismens framväxt.
Parallellt med engagerad samtidsprosa ägnade sig Undset också åt medeltiden. Den skönlitterära skildringen av Nordens medeltidshistoria utgör den mest välbekanta sidan av Undsets författarskap – särskilt för läsekretsen utanför Norge. Handlingen i Fortællingen om Viga-Ljot og Vigdis (från 1909) är förlagd till 900-talet och har den isländska sagan som förebild. Undset fick 1909 ett resestipendium; hon reste, efter att ha sagt upp sig från sin kontorstjänst, till Rom via Tyskland och Paris. I Rom mötte hon sin blivande make, målaren Anders Castus Svarstad. Hon fortsatte att skriva, men en paus från den historiska genren hade 1910 resulterat i diktsamlingen Ungdom utan att hon nådde någon större läsekrets.
Genombrottet kom 1911 med romanen Jenny, en bok som väckte ett visst uppseende genom att handlingen åtminstone tangerade frågan om kvinnans frihet och sexualitet.  Historien utspelar sig delvis bland skandinaviska konstnärer i Rom, med tydlig inspiration från Undsets egna upplevelser i staden. Undset var med den här historien om Den Nya Kvinnan en föregångare, och med historien om den unga Jenny Winge sannolikt skulle hon komma att några år senare påverka en svensk representant med snarlik stil – signaturen "Tekla Vinge" (pseudonym för Mila Hallman). Ytterligare några år senare kom Marika Stierstedt med Gena och Elin Wägner med Pennskaftet.
Svarstad och Undset ingick äktenskap den 30 juni 1912, och vigseln ägde rum på det norska konsulatet i Antwerpen. Som nygifta var de en kort tid bosatta i London.
Den följande romanen Vaaren (1914) fokuserade på familjens roll som samhällets grundpelare. Barnboken Fortællinger om kong Arthur og ridderne av det runde bord kom ut 1915. Denna återberättelse av den klassiska Arthursagan innehöll den kanske mest kända sentensen från Undsets penna (se rutan till höger):
Det är knappast djärvt att påstå att skildringen av det oföränderliga i människans känsloliv är utgångspunkten i Undsets historiska berättande. Under 1910-talet var Undset en ofta anlitad föredragshållare. Et kvindesynspunkt från 1919 baserade Undset på tal hon hade framfört under rubriken Det fjerde bud några år tidigare. En religiös kris drabbade Undset under senare delen av 1910-talet. Spår av detta hade framskymtat i föredragen och i Splinten av troldspeilet från 1917 samt i De kloge jomfruer från 1918. Hon flyttade 1919 till Lillehammer, tillsammans med sina tre barn.

### De historiska romanerna
Undsets innerliga intresse för medeltiden hade dessförinnan tagit form i romantrilogin om Kristin Lavransdotter. Denna inleddes 1920 med Kransen, fortsattes med Husfrue 1921 och slutfördes 1922 med Korset. Handlingen i böckerna utspelas under det tidiga 1300-talet i Gudbrandsdalen, och historien lyfter fram både den historiska epoken och faktiska miljön. Första delen Kransen, som nog är Undsets mest lästa bok, berättar om Kristins kärlek till Erlend, men även om Kristins förhållande till fadern Lavrans Bjøgulfssøn. Trilogin placerade samtidigt Undset i första ledet av nordiska författare.
Historien om Kristin filmatiserades på 1990-talet. Det var en inspelning som präglades av förseningar och överskridna budgetar. Med Liv Ullmann som regissör hade filmen slutligen premiär 1996.
Berättelsen speglar även Undsets eget liv, i beskrivningen av valet – mot föräldrarnas vilja – av en man som hon upplever ett konfliktfyllt äktenskap med. När den tredje boken publicerats hade Undsets äktenskap med Svarstad kraschat, och 1924 både skilde hon sig från honom och konverterade till katolicismen.
Hon följde upp trilogin med ytterligare ett par romaner från medeltiden (1925 och 1927), med huvudpersonen Olav Audunssøn. Även dessa böcker kretsade kring en tragisk äktenskapshistoria.
När Undset 1928 tilldelades Nobelpriset i litteratur var det just den historiska dimensionen i hennes författarskap som Svenska Akademien betonade. Motiveringen nämnde att Undset belönas för ”mäktiga skildringar ur Nordens medeltida liv”. Tilldelningen skedde inte utan strid inom Akademien, där några av ledamöterna röstade på ryske Maksim Gorkij och tyske Thomas Mann. Vid Nobelmiddagen på Grand Hotel hade Undset arvprinsen Gustaf Adolf till bordet.
Hon skänkte osjälviskt stora delar av nobelprispengarna till välgörande ändamål. Av totalt 156 000 kronor använde Undset 80 000 till att grunda en fond (Maren Charlotte Undset Svarstads legat) för familjer med barn med utvecklingsstörning. 15 000 kronor donerade hon till den norska författarföreningen. Ytterligare 60 000 kronor skänkte hon till grundandet av ett stipendium som obemedlade, katolska familjer kunde söka för att bekosta barnens uppehälle vid katolska skolor.

### Krigsåren
Efter de fem historiska romanerna gav sig Undset vid 1930-talets ingång på nytt i kast med den egna samtiden i romanerna Gymnadenia (1929), Den brændende busk (1930), Ida Elisabeth (1932) och Den trofaste hustru (1936). 1934 hade Undset skildrat sin barndom i boken Elleve år.
Under det sena 1930-talet översatte Undset isländska sagor till norska (riksmål). Vid samma tid publicerade hon artiklar och ett par vittra arbeten, däribland Katholsk propaganda, Norske helgener och Hellig Olav. Madame Dorthea – även den en historisk roman – kom 1939 men denna gång med handlingen förlagd till 1700-talet. Undset planerade uppföljare till Madame Dorthea, men andra världskriget kom emellan.
Relativt tidigt manade Sigrid Undset till motstånd mot nazismen, bland annat på tyska i skriften Forschritt, Rasse, Religion från 1935. I egenskap av ordförande i det norska författarförbundet drev Undset en konsekvent antinazistisk linje.
Hitlertysklands anfall mot Norge från och med 9 april 1940 innebar att Undset nödgades överge hemmet Bjerkebæk utanför Lillehammer för att sätta sig i säkerhet. Hon tvangs samma år fly hemlandet och begav sig via Sverige, Sovjet och Japan till USA, där hon slog sig ned i New York. Undset hade kommit till Sverige över Mo i Rana. via skid- och slädfärder över fjällen. Hon anlände till Stockholm. I Sverige bevistade hon Verner von Heidenstams jordfästning. Efter två månader i den svenska huvudstaden beviljades Undset respass genom Sovjetunionen. Resan skildrar Undset i Return to the Future (1942, på norska Tilbake til fremtiden, 1949), en bok som även fungerar som Undsets politiska testamente. I USA deltog hon aktivt i motståndskampen genom radiotal och stridsskrifter.

### De sista åren och andra aktiviteter
Sommaren 1945 återflyttade Sigrid Undset till Lillehammer. Hennes hälsa började därefter svikta. En sista skrift mäktade hon med, en biografi över Katarina av Siena, helgon från 1300-talets Italien. Boken gavs 1952 ut postumt.
Undset gifte sig sommaren 1912 med målaren Anders Castus Svarstad, och paret fick tre barn. Strax före sin övergång till katolicismen 1924 skiljde hon sig från Svarstad. Hon inträdde 1928 som tertiar i dominikanorden och var därvid knuten till dominikansystrarnas Katarina-konvent i Oslo.  
Vid sidan av vuxenromanerna skrev Undset i flera andra genrer. Bland barnböckerna finns den postumt (1955) utgivna Sigurd og hans tapre venner. Dessutom författade hon noveller och skådespel och bidrog med artiklar i kulturhistoriska skrifter samt helgonbiografier. Bland de sistnämnda kan nämnas Norske helgener (1937) och Caterina av Siena (postumt utgiven 1951). Därutöver medverkade hon med artiklar i olika trosfrågor, publicerat i olika katolska publikationer.

## Eftermäle
Sedan den 7 juni 1999 återfinns hennes porträtt gjort av grafikern Arild Yttri på 500-kronorssedeln utgiven av Norges bank.
Sigrid Undset anses vara en av de viktigaste norska nyrealistiska författarna. Internationellt är hon ojämförligt mycket mer känd för sina historiska romaner, och hennes historiska kvinnoskildring Kristin Lavransdotter räknas som hennes främsta verk. Den berättelsen kretsar kring teman som heder och tro, liksom det vardagsliv som delades av kvinnor och män i 1300-talets Norge. I sina berättelser – inte minst de historiska – använde hon sina djupa historiska kunskaper, psykologiska insiktsfullhet, fantasi och kraftfulla språk till att ge liv åt både individerna och det samhälle de levde i.
Hon mottog Nobelpriset i litteratur 1928.
Nedslagskratern Undset på planeten Venus och asteroiden 9919 Undset är uppkallade efter henne.

### Postuma utgåvor
- 1951 – Caterina av Siena (hagiografi) (Katarina av Siena, översättning Karin Stolpe, Norstedt, 1957)
- 1952 – Artikler og taler fra krigstiden (essäer)
- 1957 – Sten Steensen Blicher (kulturhistoria)
- 1968 – I grålysningen (roman, skriven 1911)
- 1972 – Østenfor sol og vestenfor måne (barnbok, skriven 1927)
- 1973 – Prinsessene i Berget det blå (barnbok, skriven 1928)
- 1979 – Kjære Dea (brev)
- 1992 – Fred på jorden (noveller)